# Строительство 507
Строи́тельство 507 (Управле́ние строи́тельства № 507 и исправи́тельно-трудово́й ла́герь) — подразделение, действовавшее в системе исправительно-трудовых учреждений СССР.

## История
Строительство 507 было создано в 1950 году. Управление Строительства 507 располагалось в посёлке Де-Кастри, Хабаровский край. В оперативном командовании оно подчинялось первоначально Главному управлению лагерей железнодорожного строительства (ГУЛЖДС), а позднее — Управлению лагерей и колоний Управления Министерства юстиции по Сахалинской области.
Максимальное единовременное количество заключённых могло составлять более 13 000 человек.
Строительство 507 перестало существовать как самостоятельное подразделение в 1953 году и вошло в состав Нижне-амурского исправительно-трудового лагеря.

## Производство
Основным видом производственной деятельности заключённых было тоннельное строительство и гидротехническое строительство объектов паромной переправы в районе Татарского пролива.